# John Parsons
John Parsons Morris (Pontllanfraith, Gales del Sur, 25 de abril de 1954) es un músico, guitarrista, compositor y productor galés que ha desarrollado parte de su carrera artística en España.

## Carrera
Se formó musicalmente en el Leeds College of Music (West Yorkshire, Inglaterra), donde conoció al músico Nick Webb del grupo Acoustic Alchemy. En esa época también se unió a la formación She's French,  integrada por Sergio Castillo, Tato Gómez, Paco Saval y Serge Maillard. Entre  1977 y 1990 vivió en Colonia, Alemania , donde formó el grupo Santiago junto a Tato Gómez, Paco Saval, Serge Maillard y Mario Argandoña.
Con Acoustic Alchemy compuso más de cincuenta canciones, recibiendo dos nominaciones Grammy  para Mejor Canción New Age en 1997.
Instalado en España desde 1990, ha colaborado con artistas españoles desde 1981 , siendo miembro de la banda del Rock and Ríos junto a Miguel Ríos  y grabando este trabajo los días 5 y 6 de marzo de 1982. También ha trabajado con Juan Perro, Luz Casal, Joaquín Sabina, Javier Ruibal, Antonio Flores, Pedro Guerra, Álex Ubago, Alejandro Sanz, David Garrido Guil...
En el año 2004 produjo, compuso la música e hizo los arreglos musicales del disco de Miguel Ríos 60 Mp3, que resultó galardonado con el premio Mejor Álbum de Rock en los Premios de la Música de 2004. Entre sus reconocimientos están dos nominaciones a los premios Grammy como productor y compositor del grupo 'Acoustic Alchemy' y un premio Akademia Music Awards en Estados Unidos junto al compositor David Garrido Guil por el disco 'Secuencias' en 2021. Desde el año 2008 es miembro integrante de la banda alemana Höhner y reside cerca de Colonia, Alemania.